# Auguste Corkole
Auguste Corkole (Brugge, 12 september 1822 - Gent, 14 november 1875) was een Belgisch kunstschilder, verbonden aan de Brugse School.

## Levensloop

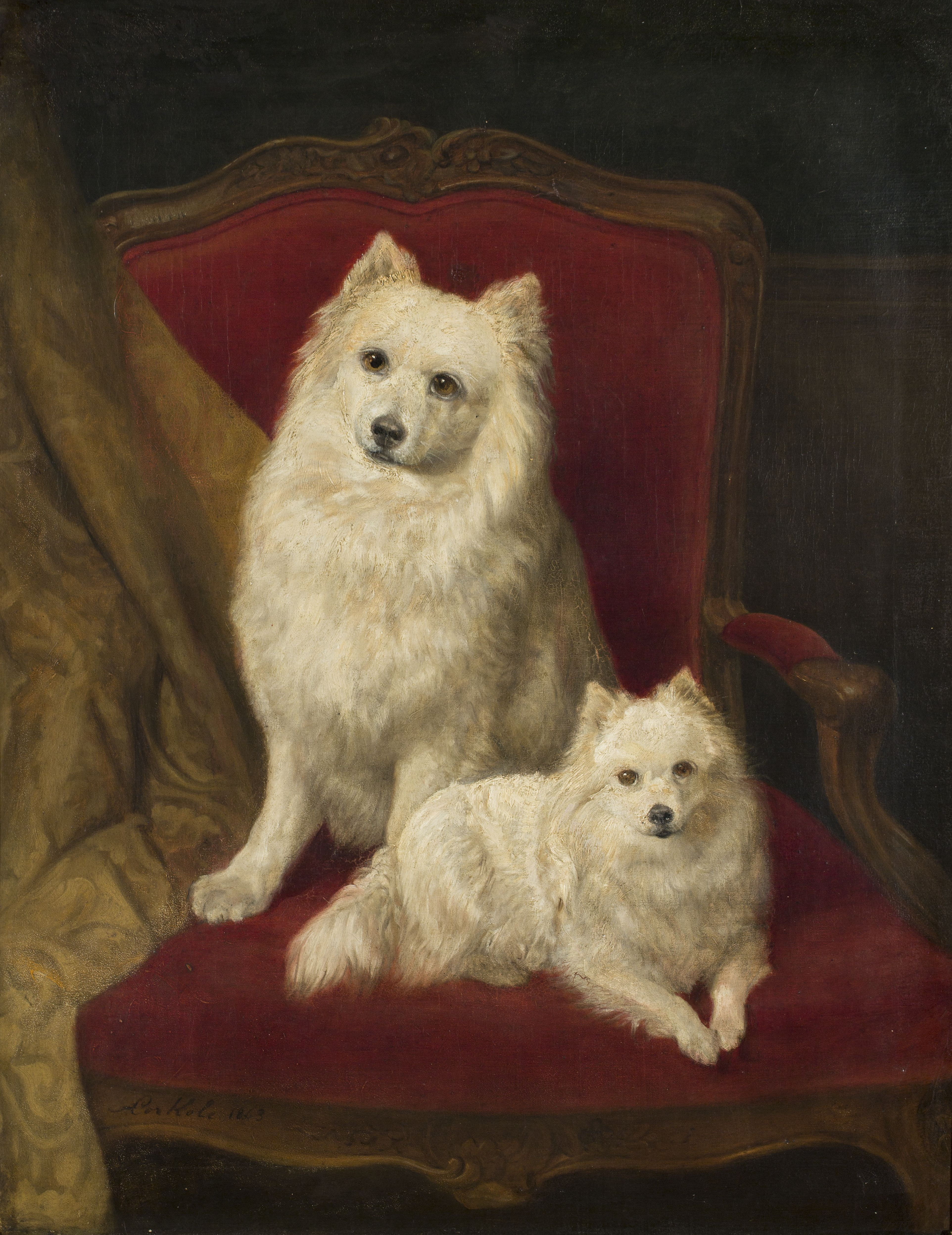
Twee honden op een zetel, 1863, MSK

Corkole was een zoon van Joseph Corkole en Caroline Van Geluwe, die in 1819 in Brugge trouwden. Hij volgde de lessen aan de kunstacademies van Brugge en van Antwerpen en vestigde zich als kunstschilder in Gent.
Hij schilderde portretten, huiselijke taferelen, landschappen en stillevens.
Hij nam deel aan tentoonstellingen, onder meer aan de driejaarlijkse Salon d'Anvers, een nationale expositie van levende kunstenaars. Met het schilderij De inkomst van den oogst in Vlaanderen nam hij in 1862 deel aan de Tentoonstelling van schilder- en andere werken van levende kunstenaars te Amsterdam.
Hij werd, samen met zijn vrouw, Julia Van Biesbroeck, begraven op de Westerbegraafplaats in Gent. 
Het Museum voor Schone Kunsten van de stad Gent bezit van hem een schilderij (22 × 33 cm) met de naam Het bezoek van de postbode.